# La Maison du peuple
La Maison du peuple est le premier roman de l'écrivain breton Louis Guilloux, publié en 1927 aux éditions Grasset. Il est inspiré de l'enfance de l'auteur.

## Résumé
Nous sommes au début du XXe siècle, le narrateur est un petit garçon, Louis, dont le père François Quéré est cordonnier dans une ville moyenne. Les idées socialistes diffusent parmi les ouvriers, via notamment un personnage, le Dr Rébal. Avec son aide et des camarades, Quéré participe à la création d'une section socialiste qui rencontre vite le succès par un nombre important d'adhésions. Néanmoins, cet engagement n'est pas sans susciter la crainte de la bourgeoisie de la ville, et bientôt le cordonnier n'aura plus d'ouvrage faute de chaussures qu'on lui porte, et les dissensions au sein de la section seront à l'origine de remous au moment des élections municipales.
Le père de ce garçon essayera de créer une "Maison du peuple" mais ce projet échouera à cause de l'éclatement de la 1re guerre mondiale.